# 房州 (中国)
房州（ぼうしゅう）は、中国にかつて存在した州。隋代から明初にかけて、現在の湖北省十堰市一帯に設置された。

## 概要
北周により設置された遷州を前身とする。
606年（大業2年）、隋により遷州は房州と改称された。607年（大業3年）に州が廃止されて郡が置かれると、房州は房陵郡と改称された。
618年（武徳元年）、唐により竹山県に房州が置かれた。房州は竹山・上庸・武陵の3県を管轄した。636年（貞観10年）、遷州が廃止されると、房州に統合され、竹山県から光遷県に州治を移したが、光遷県は房陵県と改称された。742年（天宝元年）、房州は房陵郡と改称された。758年（乾元元年）、房陵郡は房州の称にもどされた。房州は山南東道に属し、房陵・永清・竹山・上庸の4県を管轄した。
宋のとき、房州は京西南路に属し、房陵・竹山の2県を管轄した。
元のとき、房州は襄陽路に属し、房陵・竹山の2県を管轄した。
1377年（洪武10年）、明により房州は房県に降格した。